# Цуцуми, Фусаки
Фусаки Цуцуми (яп. 堤不夾貴, 3 марта 1890 — 21 июля 1959) — генерал-лейтенант японской императорской армии во Второй мировой войне.

## Биография

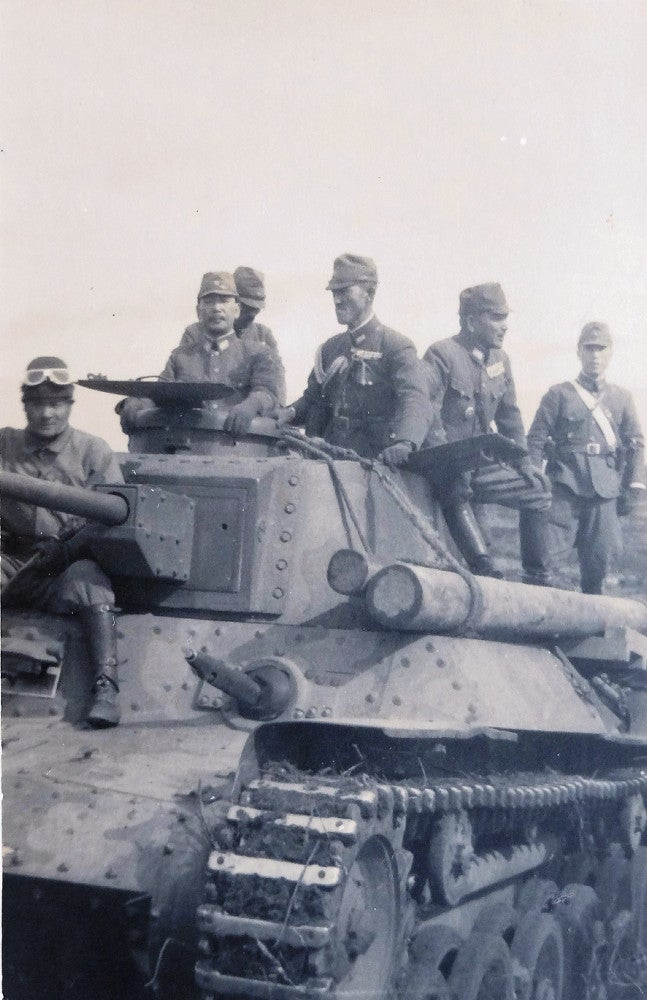
Цуцуми Фусаки и его штаб, июнь 1945

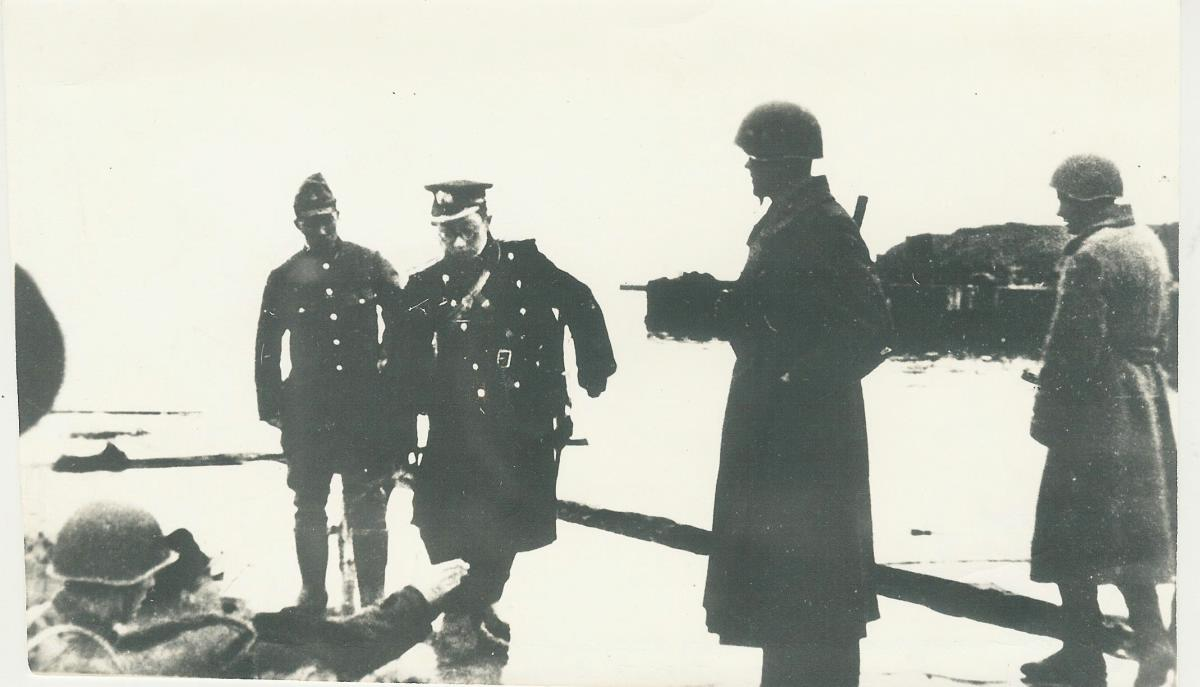
Генерал-лейтенант Цуцуми Фусаки прибыл для переговоров о капитуляции гарнизонов северо-курильских островов

Родился в городе город Кофу (префектура Яманаси). Окончил академию в 1922 году. В 1931 году принимал участие в Маньчжурских событиях в должности начальника штаба 10-й пехотной дивизии, с которой прибыл в Цзямусы, после чего вскоре убыл в метрополию командовать пехотной группой. 29 октября 1943 года получил звание генерала-лейтенанта и прибыл командовать 1-м Курильским гарнизоном. В апреле 1944 года сформировал 91-ю пехотную дивизию. Командовал обороной северо-курильских островов во время Курильской десантной операции. 23 августа 1945 подписал условия капитуляции гарнизонов северо-курильских островов.

### Послужной список
- 17 мая 1937 - капитан, командир 16-го отдельного батальона обороны[2]
- 2 августа 1937  присвоено звание полковника[2]
- 1 марта 1938 начальник штаба 10-й дивизии[2]
- 1 августа 1939 присвоено звание генерал-майора, назначен командиром 16-й пехотной бригады[2]
- 2 октября 1939 командир пехотной группы 24-й дивизии[2]
- 1 марта 1941 командир 18-й отдельной смешанной бригады[2]
- 3 февраля 1942 командир 51-й пехотной бригады[2]
- 1 июля 1942 командир 67-го отдельного пехотного депо[2] (по другим сведениям 65-го пехотного полка[4])
- 1 октября 1943 командир 1-го Курильского гарнизона[2].
- 17 апреля 1944 командующий 91-й дивизией[2]